# Parada Cinelândia
Parada Cinelândia é uma das estações do VLT Carioca, situada no Rio de Janeiro, entre a Parada Carioca e a Parada Antônio Carlos. Faz parte da Linha 1 e da Linha 3.
Foi inaugurada em 5 de junho de 2016. Localiza-se no cruzamento da avenida Rio Branco com a rua Santa Luzia. Atende o bairro do Centro.